# Steinberg Station
Steinberg Station (Steinberg stasjon eller Steinberg stoppested) er en jernbanestation på Randsfjordbanen, der ligger i byområdet Steinberg i Nedre Eiker kommune i Norge. Stationen består af to spor med hver sin sideliggende perron i træ og en gangbro.
Stationen blev oprettet som holdeplads 15. december 1906 under navnet Stenberg, men stavemåden blev ændret til Steinberg 1. september 1922. Den blev fjernstyret 1. december 1966 og gjort ubemandet 1. januar 1971.
Det var planlagt at nedlægge stationen i 2014 i forbindelse med indførelsen af en ny køreplan for togene i østlandsområdet. Nedlæggelsen blev imidlertid stoppet på grund af store folkelige og politiske protester i oktober 2011, men i februar 2012 kom det frem, at stationen alligevel skulle nedlægges, og at det ville blive fremskyndet til december samme år. 27. september 2012 stod det dog alligevel klart, at Samferdselsdepartementet ville omgøre beslutningen. I stedet blev det vedtaget, at Steinberg Station skulle opgraderes for at kunne betjenes af NSB type 75, kaldet Flirt. Fra 14. september 2015 blev der indført en forsøgsordning, hvor alle NSB's lokaltog på strækningen Kongsberg - Oslo S - Gardermoen – Eidsvoll stopper i Steinberg. Forud for dette var stationen blevet opgraderet med nye perroner i træ og en gangbro.